# Cynodesmus
Cynodesmus és un gènere de mamífers carnívors de la família dels cànids que visqueren a Nord-amèrica durant l'Oligocè. Se n'han trobat restes fòssils als Estats Units (Dakota del Sud, Montana i Nebraska).
Foren uns dels primers cànids amb un aspecte similar al dels gossos. Eren aproximadament de la mateixa mida que el coiot, amb una llargada d'un metre, però tenien el crani més curt, la cua més pesant i la gropa més llarga. La forma de les extremitats suggereix que no corrien gaire en comparació amb la majoria dels altres cànids. Segurament paraven emboscades a les preses. A diferència dels gossos, tenien cinc dits a cada pota i urpes parcialment retràctils.

## Taxonomia
Antigament, Cynodesmus incloïa nombroses espècies de cànids de l'Oligocè i el Miocè dotats d'una dentadura hipercarnívora. Una revisió del gènere per Wang (1994) indica que la majoria de les espècies anteriorment classificades en Cynodesmus no tenen relació directa amb la seva espècie tipus, C. thooides. Aquestes altres espècies han estat traslladades en els gèneres Carpocyon, Desmocyon, Leptocyon, Metatomarctus, Osbornodon, Otarocyon, Paracynarctus, Paratomarctus i Phlaocyon (Wang, 1994; Wang et al., 1999). Osbornodon és l'únic d'aquests grups que pertany als hesperocionins, la subfamília de Cynodesmus. Els altres gèneres es reparteixen entre els borofagins i els canins. A juliol del 2023, Cynodesmus inclou l'espècie tipus i C. martini.